# Diplocoelus
Diplocoelus es un género de coleópteros polífagos.

## Especies
- Diplocoelus fagi
- Diplocoelus humerosus
- Diplocoelus probiphyllus